# Wiatrownica (muzyka)

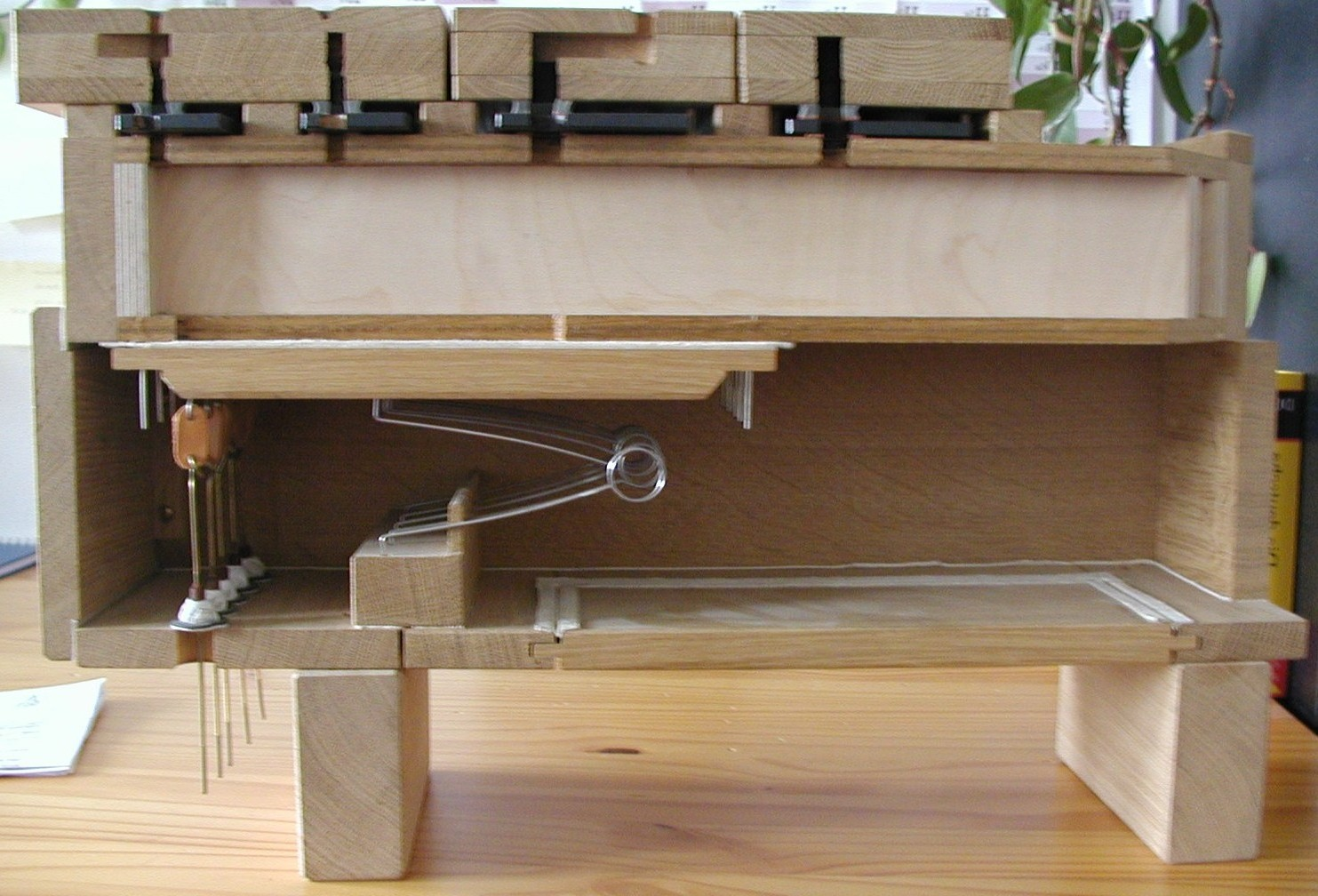
Wiatrownica klapowo-zasuwowa (model ukazujący przekrój)

Wiatrownica poprzeczna, klapowo-zasuwowa. 1 – klapa zaworu tonowego, 2 – cięgło traktury gry, 3 – przegroda tonowa, 4 – zasuwa rejestrowa, 5 – komora wiatrowa, 6 – kanały tonowe, 7 – kierunek w poprzek wiatrownicy (szeregi tonowe piszczałek), 8 – kierunek wzdłuż wiatrownicy (rzędy rejestrowe piszczałek), 9 – kloc piszczałkowy, 10 – kondukt, 11 – powietrze z rezerwuaru

Wiatrownica (również wiatrownia, skrzynia wiatrowa) – urządzenie stosowane w instrumentach klawiszowych dętych (przede wszystkim w organach), służące do rozdzielania sprężonego powietrza na poszczególne piszczałki. Ma formę drewnianej skrzyni, na której górnej części – klocu piszczałkowym – ustawione są piszczałki. Wewnątrz podzielona jest na kanały i zawiera urządzenia rozdzielające powietrze między piszczałkami: wzdłuż dla głosów, w poprzek dla tonów. Każda wiatrownica lub jej część jest – za pomocą traktury – połączona na stałe z jedną klawiaturą (manuałem lub pedałem), za pomocą której organista wybiera ton dźwięku. Głos wybierany jest za pomocą umieszczonych na stole gry włączników rejestrowych połączonych trakturą rejestrową z elementami sterującymi dostępem powietrza do całych rzędów piszczałek – głosów.
Istnieje kilka głównych typów rozwiązań konstrukcyjnych wiatrownic, a prawie każda większa firma organmistrzowska stosuje własne, zmodyfikowane lub całkowicie oryginalne schematy. We współczesnym budownictwie organowym, najpowszechniej stosowane są wiatrownice klapowo-zasuwowe oraz stożkowe.

## Podział
Ze względu na konstrukcję rozróżnia się trzy typy wiatrownic: poprzeczne, podłużne i skrzyniowe (lub odpowiednio tonowe, rejestrowe i skrzyniowe).

### Wiatrownica tonowa
W wiatrownicach poprzecznych (tonowych) powietrze płynie najpierw przez kanały tonowe (zorientowane w poprzek skrzyni), a następnie przez zawory rejestrowe do piszczałek; naciśnięcie klawisza powoduje wpuszczenie powietrza do piszczałek, pośrednio przez kanał tonowy. Ze względu na sposób rozdzielania powietrza głosom dzielą się na trzy typy:
- klapowo-zasuwowe, w których uruchamiane klawiszem zawory klapowe otwierają i zamykają przepływ powietrza do kanałów tonowych, a zasuwy rejestrowe, w formie długich, drewnianych listew z nawierconymi otworami otwierają i zamykają przepływ powietrza do rzędów piszczałek. Wiatrownice klapowo-zasuwowe charakteryzują się prostą i trwałą konstrukcją oraz wynikająca z tego łatwością napraw; są podatne na zmiany wilgotności i temperatury.
- klapowo-zaworowe, w których uruchamiane klawiszem zawory klapowe otwierają i zamykają przepływ powietrza do kanałów tonowych, a umieszczone w podłużnie rozmieszczonych kanałach zawory pneumatyczne – do rzędów piszczałek. Wiatrownice klapowo-zasuwowe charakteryzują się skomplikowaną konstrukcją, ale nie są podatne na czynniki atmosferyczne. Z powodu kłopotliwych napraw nie znalazły szerszego zastosowania.
- z podwójnymi klapami (sprężynowe, skrzyniowe), w których uruchamiane klawiszem zawory klapowe otwierają i zamykają przepływ powietrza do kanałów tonowych, a inne zawory klapowe umieszczone indywidualnie pod każdą piszczałką – do rzędów piszczałek. Wiatrownice z podwójnymi klapami mają bardzo skomplikowaną budowę i z tego powodu nie znalazły szerszego zastosowania.

### Wiatrownica rejestrowa

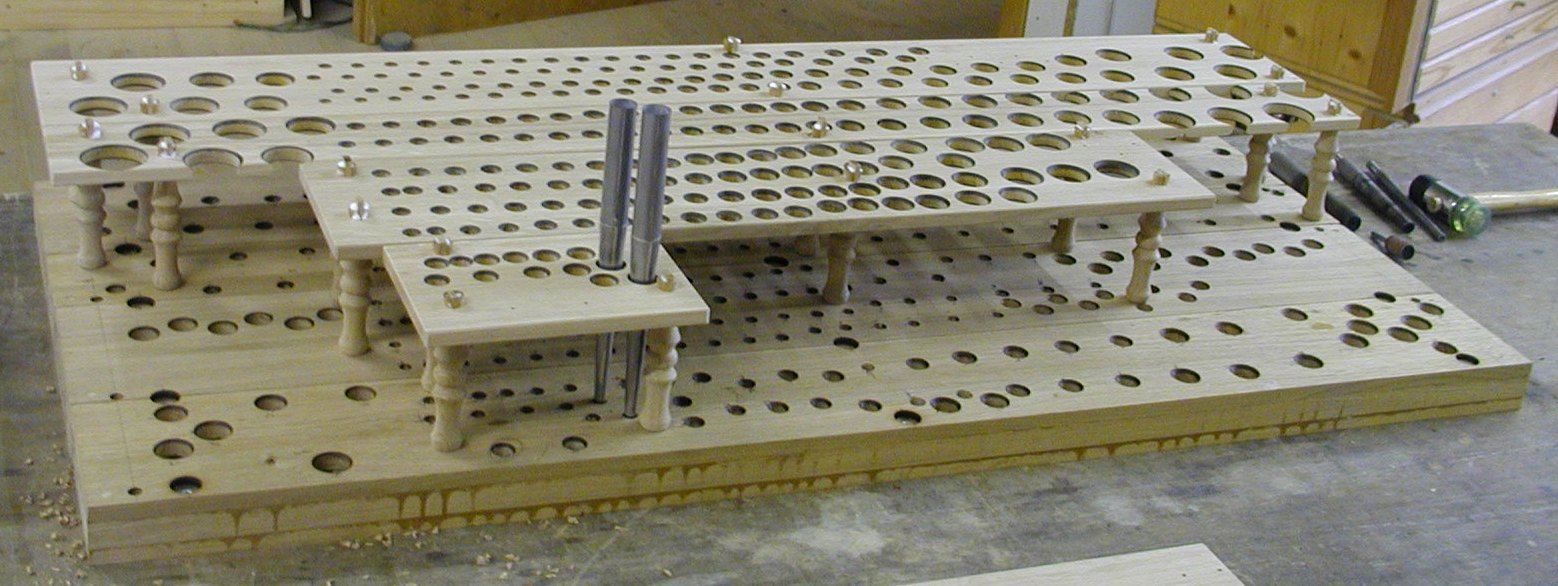
Górna część wiatrownicy. Dolna płyta – kloc piszczałkowy, górna płyta – ławka piszczałkowa

W wiatrownicach podłużnych (rejestrowych) powietrze płynie najpierw przez kanały rejestrowe (zorientowane wzdłuż skrzyni), a następnie przez zawory tonowe do piszczałek; naciśnięcie klawisza powoduje wpuszczenie powietrza bezpośrednio do piszczałek. Ze względu na położenie zaworów w kanale i sposób ich działania dzielą się na trzy typy:
- górnozaworowe (stożkowe), w których zawór stożkowy zamyka otwór łączący kanał rejestrowy z wlotem piszczałki od góry. Mają najprostszą konstrukcję ze wszystkich wiatrownic podłużnych, są odporne na zmiany temperatury i wilgotności oraz charakteryzują się wysoką sprawnością działania.
- dolnozaworowe, w których zawór zamyka otwór łączący kanał rejestrowy z wlotem piszczałki od dołu. Wymagają wysokiej precyzji wykonania, wymagają częstej i kłopotliwej konserwacji. Dobrze utrzymane działają bardzo sprawnie i – w porównaniu do innych wiatrownic – pozwalają na uzyskanie bardzo dobrej intonacji.
- z bocznymi zaworami, w których zawór zamyka otwór łączący kanał rejestrowy z wlotem piszczałki od boku. Mają nieskomplikowaną, ułatwiającą konserwację konstrukcję. Kanały łączące zawory z wlotami piszczałki są długie, co wpływa niekorzystnie wpływa na intonację.

### Wiatrownica skrzyniowa
W wiatrownicach skrzyniowych powietrze znajduje się we wspólnej, niepodzielonej na kanały skrzyni. Każda piszczałka ma własny, podwójnie sterowany zawór – naciśnięcie klawisza otwiera tylko te zawory, które były wcześniej odblokowane kluczem rejestrowym. Ze względu na bardzo skomplikowaną konstrukcję i konserwację traktur, wiatrownice tego typu nie są stosowane.